# Bombardeig d'Ancona
El bombardeig d'Ancona del 24 de maig de 1915 va ser una acció realitzada per l'armada austrohongaresa (K.u.K.K.) contra la ciutat italiana d'Ancona i la zona costanera propera en resposta a la declaració de guerra d'Itàlia a Àustria-Hongria feta el 23 de maig.
Dividits en vuit grups, els vaixells de la K.u.K.K. van bombardejar objectius civils i militars al llarg de la costa de la regió italiana de Marques, fent un atac llampec que va sorprendre als italians que van ser incapaços de donar una resposta eficaç.

## El bombardeig
Quan Itàlia va declarar la guerra a l'imperi austrohongarès el 23 de maig de 1915, la K.u.K.K. ja estava llesta per a reaccionar i atacar diversos blancs a la regió de Marques. El mateix dia, el destructor SMS Dinara i el torpediner Tb 53T van bombardejar el port d'Ancona.

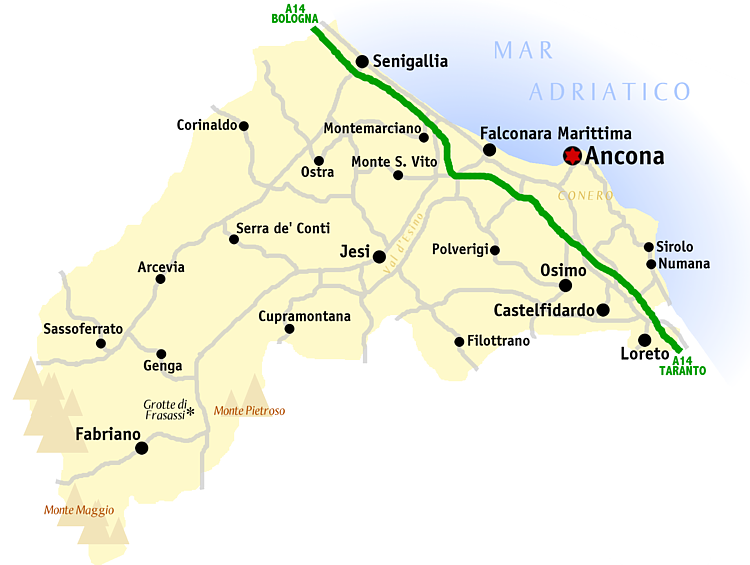
Costa d'Ancona

L'endemà durant les primeres hores del dia 24 de maig, la major part dels vaixells de guerra austrohongaresos que estavan a les bases de Pula, Šibenik i Kotor van salpar dividits en vuit grups.
Aquesta flota estava formada per 3 dreadnought (SMS Viribus Unitis, SMS Prinz Eugen i SMS egetthoff) i 8 predreadnought, acompanyats d'unitats menors.
Cada grup tenia uns objectius específics i amb l'ordre d'evitar enfrontaments amb unitats enemigues més grans:
- El «grup A», comandat directament per l'almirall Anton Haus a bord del SMS Habsburg, va bombardejar la ciutat d'Ancona i el seu port des de les 04:04 h fins a les 04:53 h de la matinada, però l'arribada del submarí Argonauta i del dirigible Città di Ferrara va fer que el grup es retirés i va arribar a Pula a les 11:00 h del mateix dia.
- El «grup B», format pel predreadnought SMS Zrinyi i per dos torpediners, van obrir foc a les 04:00 h sobre Senigallia, destruint el far, un tren i danyant algunes vies del ferrocarril i un pont. Al finalitzar van tornar a Pula.
- El «grup C», dirigit pel SMS Radetzky, es va dirigir cap a Potenza Picena, però no van ocasionar danys significatius. Va ser el primer grup a tornar a Pula.
- El «grup D», format pel SMS Sankt Georg i dos torpediners, van obrir foc a les 04:50 h sobre Rímini, danyant un tren.
- El «grup E», format pel creuer lleuger SMS Novara, un destructor i dos torpediners, van bombardejar en Porto Corsini una base naval i les seves bateries costaneres durant vint-i-cinc minuts però no va poder aguantar els trets defensius, que van causar alguns ferits i danys materials.
- El «grup F» va patrullar al llarg de la costa d'Ancona i Senigallia, mentre que les unitats dels grups G i H van deixar el port per a arribar a les respectives línies d'exploració Palagruža-Gargano i Palagruža-Lastovo i dirigir-se després cap als seus objectius costaners.
- El «grup G» va bombardejar el far de Vieste i de Manfredonia, mentre que el creuer lleuger SMS Helgoland, acompanyat amb quatre destructors, va concentra el tir sobre Barletta; van ocasionar pocs danys materials a causa de l'acció del destructor italià Aquilone. Aquesta unitat va sorprende als vaixells austrohongaresos, que van deixar d'atacar la costa i es va centrar en la seva persecució; llavors va intervenir el destructor italià Turbine que es va dirigir a alta velocitat contra el creuer lleuger, iniciat un combat que va acabar amb la destrucció de la unitat italiana, la mort de quinze mariners i la captura de la tripulació restant.[2]
- El creuer lleuger SMS Admiral Spaun, del «grup H», a les 4:10 h estava en posició de tir contra el pont del riu Sinarca que va danyar lleument, després va ser el torn de Termoli, Tremiti i el far de Torre Mileto, que tampoc van patir grans danys.[3]

A les 12:00 h del 24 de maig, totes les unitats austrohongareses havien tornat als seus respectius ports de Pula, Šibenik i Kotor.

## Consequències
L'atac de la K.u.K.K. va causar 63 morts entre civils i militars només a Ancona, on els austrohongaresos van danyar seriosament la drassana i la capella del Santíssim Sagrament de la catedral d'Ancona.
Dos dies després, els italians van emetre la declaració del bloqueig naval per a defendre les seves costes.
La guerra va continuar a l'Adriàtica, que va culminar en un intent britànic per a bloquejar la flota austrohongaresa al canal d'Òtranto. Aquesta barrera va ser atacada en diverses ocasions pels austrohongaresos al llarg de la guerra.